# Gustaf Lundberg
Gustaf Lundberg (17. srpna 1695, Stockholm – 18. března 1786, Stockholm) byl švédský rokokový pastelista a portrétista. Vyučil se a pracoval v Paříži a později byl jmenován dvorním portrétistou ve Stockholmu.

## Biografie
Lundberg se narodil ve Stockholmu ve Švédsku jako syn královského kuchaře Gustafa Lundberga a jeho manželky Sabiny Richterové, do jejichž rodiny patřili úspěšní umělci. V mladém věku osiřel a vychovával ho jeho dědeček Fredrik Richter, který byl zlatníkem. Lundberg se v roce 1712 vyučil u německo-švédského malíře Davida von Kraffta (1655–1724).
V roce 1717 odcestoval do Paříže, kde studoval u Hyacinthe Rigauda (1659–1743), Nicolase de Largillière (1656–1746) a Jean-Françoise de Troy (1679–1752). Největší vliv na něj však měla benátská malířka Rosalba Carriera (1675–1757), která žila v letech 1720 až 1721 v Paříži.
Lundberg se etabloval jako jeden z předních portrétistů Paříže. Maloval Ludvíka XV., jeho manželku Marii Leszczyńskou, královniny rodiče, sesazeného krále Stanislava I. Leszczyńského a jeho manželku Kateřinu Opalinskou. Stanislavovi dal lekce malby pastelem. Namaloval mnoho Švédů navštěvujících Paříž a spřátelil se s hrabětem Carlem Gustafem Tessinem (1695–1770), švédským velvyslancem, sběratelem umění a členem slavné rodiny architektů, který ho nechal pobývat ve svém paláci. Kromě mnoha portrétů francouzské a švédské aristokracie je známý svými obrazy kolegů, francouzských rokokových umělců Charlese-Josepha Natoira (1700–1777) a Françoise Bouchera (1703–1770).
V roce 1741 byl zvolen členem Královské akademie malířství a sochařství (Académie royale de peinture et de sculpture). Jeho popularita však brzy poté začala klesat. V průběhu roku 1745 cestoval po Španělsku a Portugalsku. Chvíli pobýval v Madridu, kde namaloval dceru Ludvíka XV. Luisu Alžbětu, která byla provdána za Filipa, syna krále Filipa V.
Na podzim roku 1745 se vrátil do Švédska. Jako již úspěšný umělec se ve Švédsku rychle prosadil jako přední rokokový malíř. Díky přátelství s Carlem Gustafem Tessinem byl brzy představen na švédském královském dvoře. V roce 1750 byl jmenován dvorním portrétistou (hovkonterfejare). Namaloval mnoho portrétů korunního prince, pozdějšího krále Gustava III. Ke konci své kariéry namaloval v roce 1779 portrét mladého korunního prince Gustava Adolfa. Zemřel v roce 1786 ve Stockholmu a byl pohřben na uppsalském starém hřbitově.

## Galerie

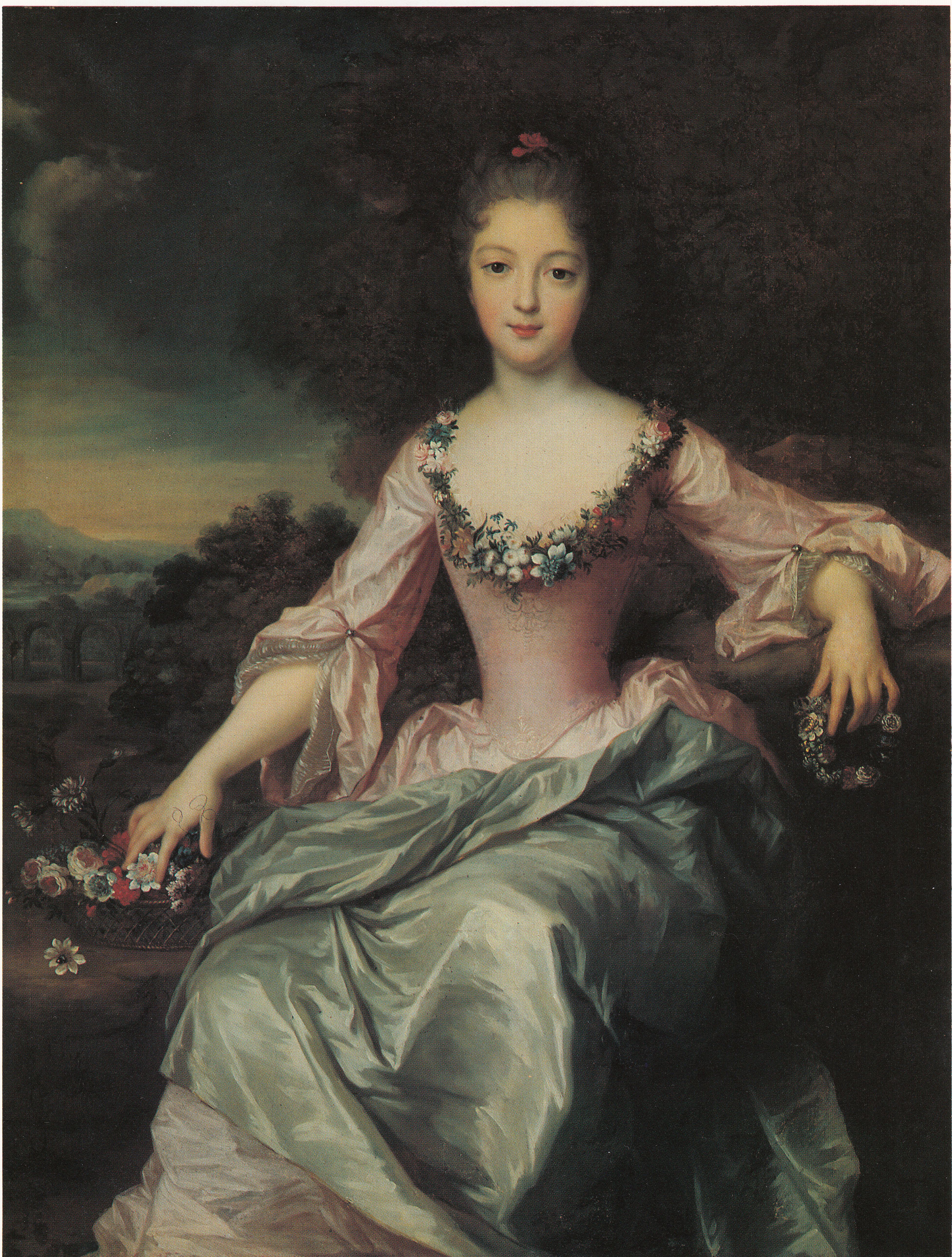
Marie Anna Bourbonská, 1720
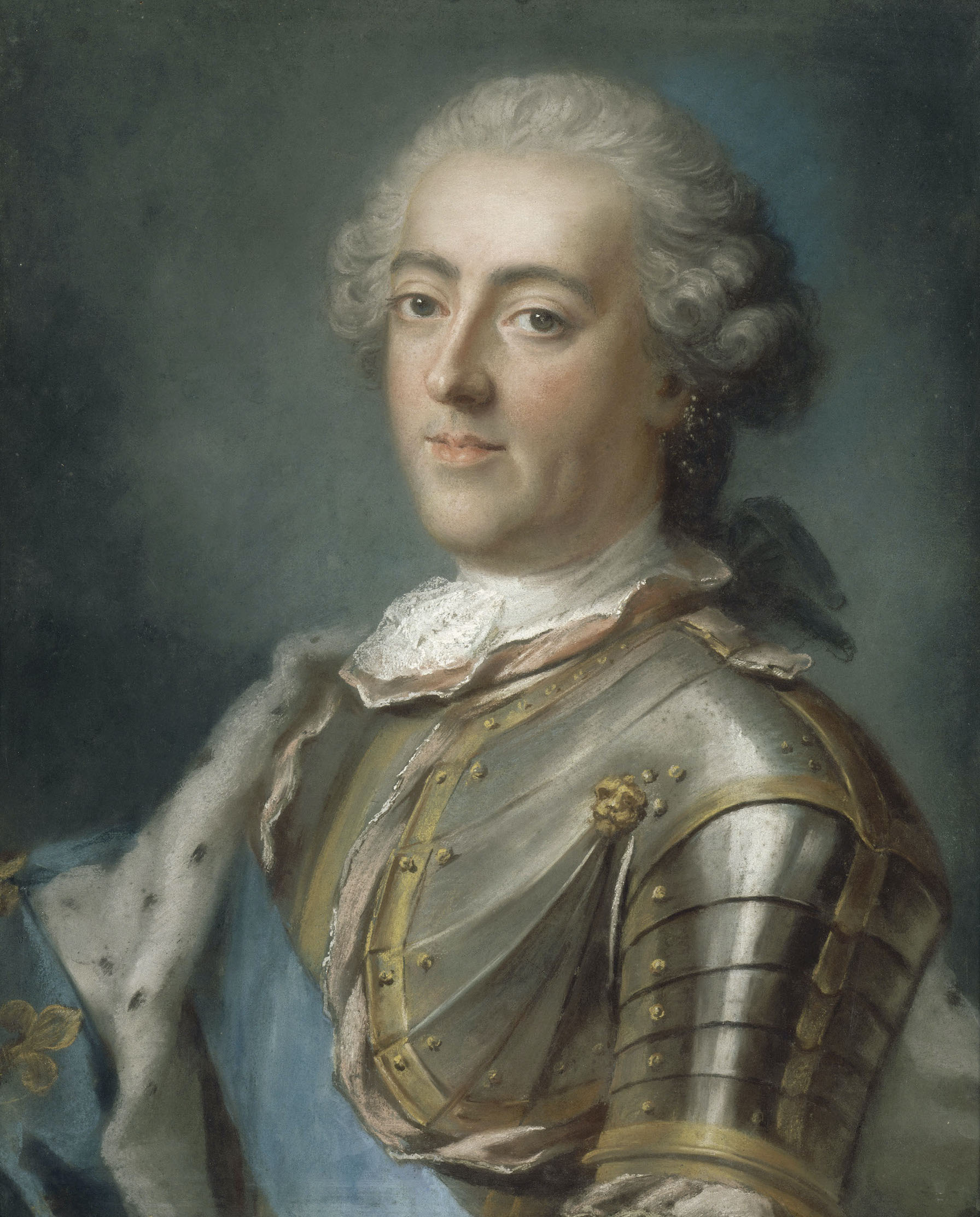
Ludvík XV., konec 30. let 18. století
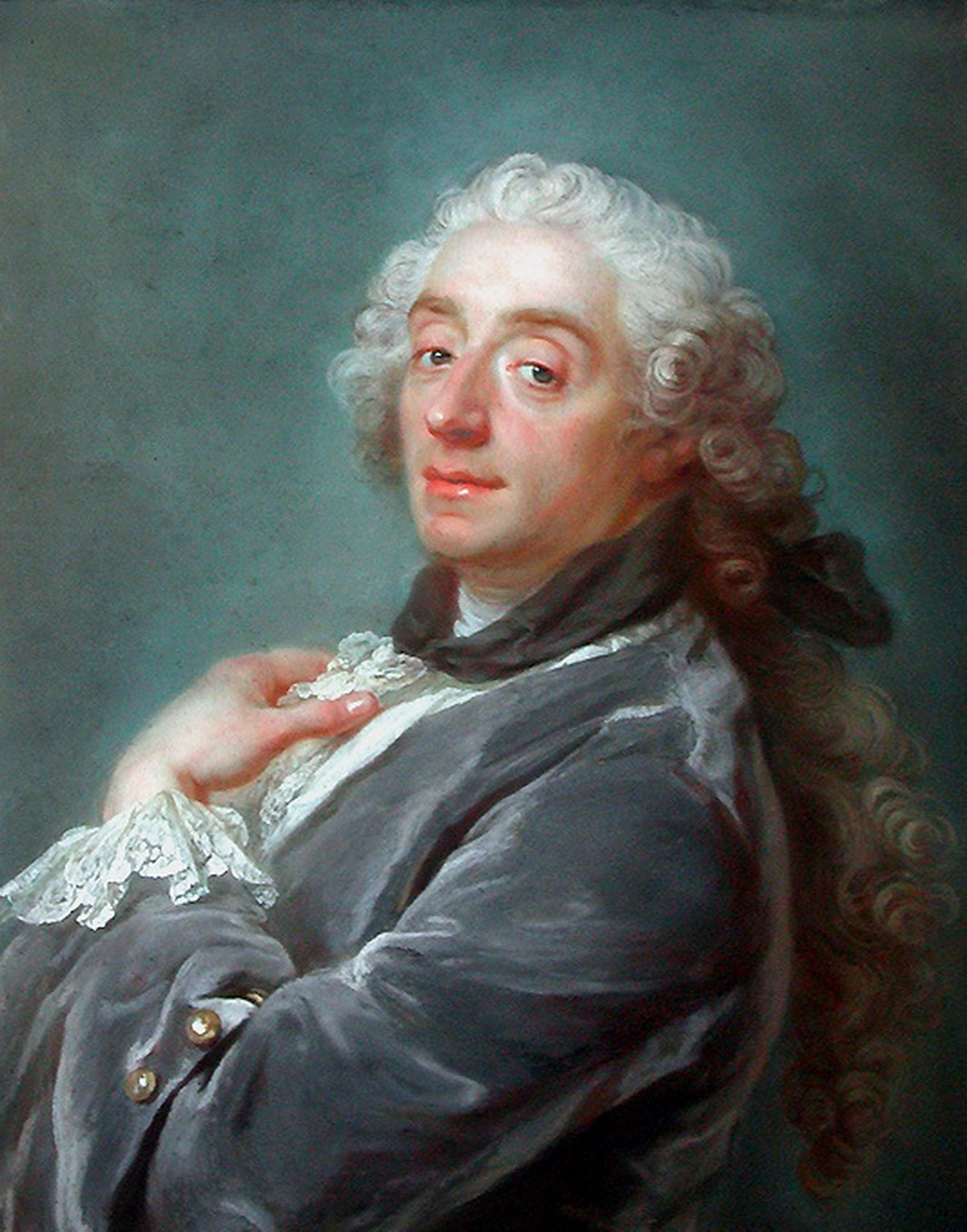
François Boucher, 1741
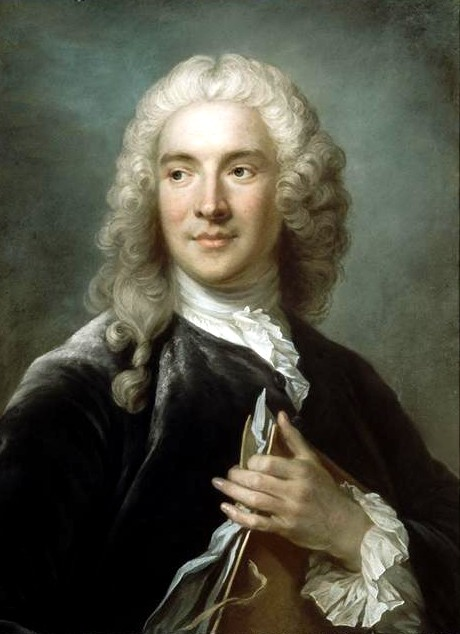
Charles-Joseph Natoire, 1741
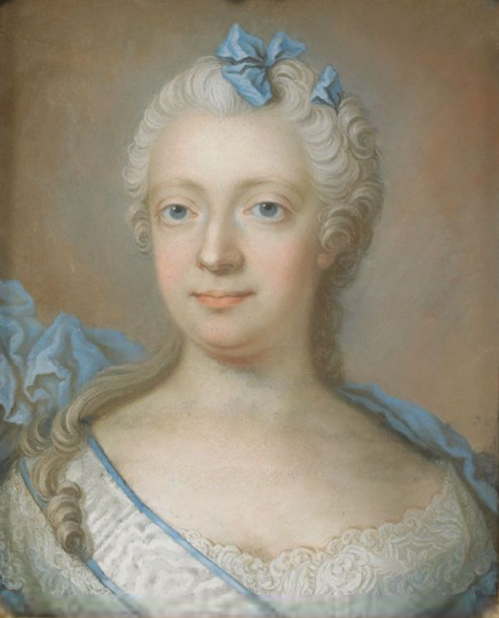
Luisa Ulrika Pruská, 1745–1746
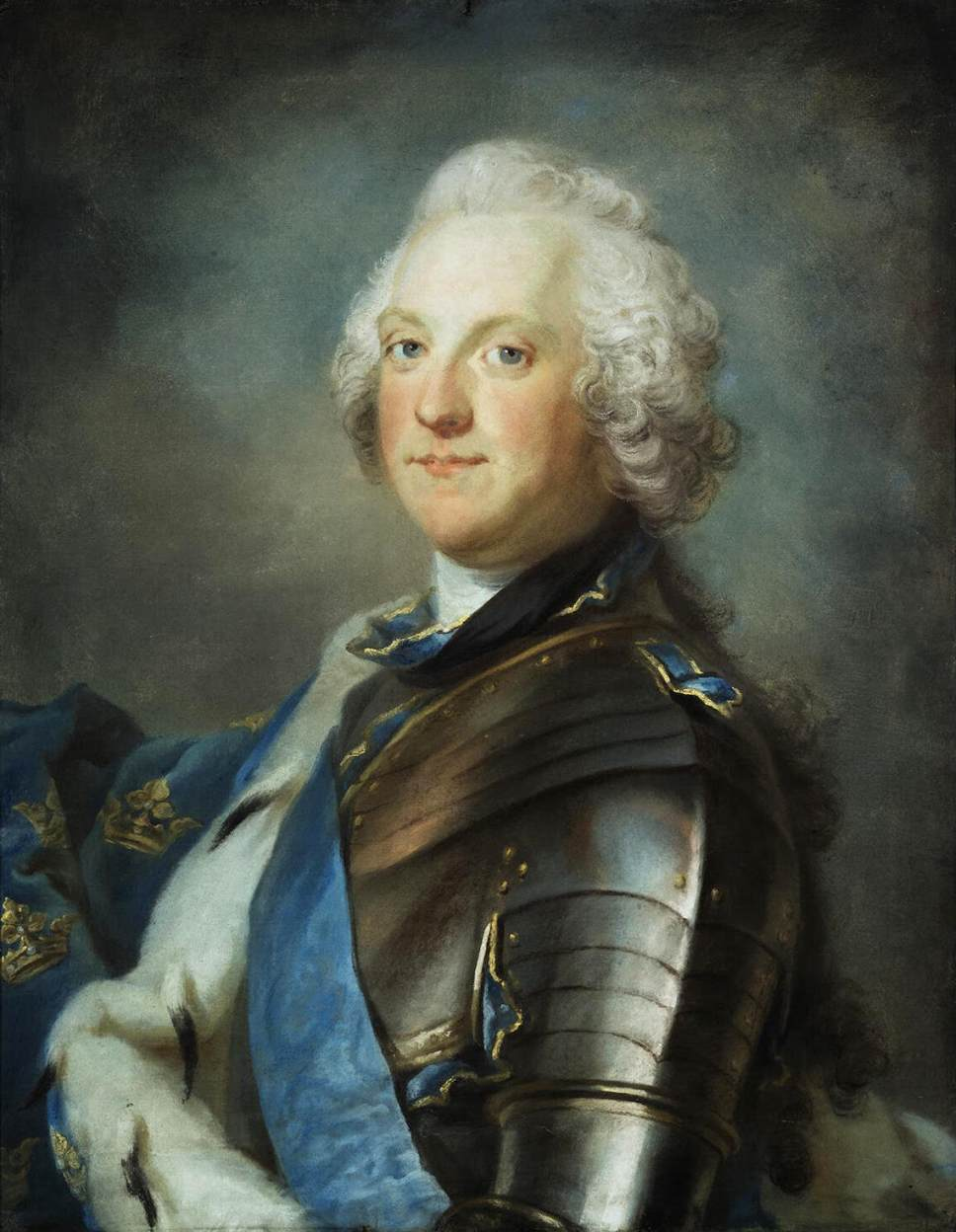
Adolf I. Fridrich, 1750
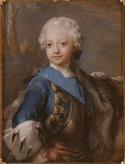
Gustav III. Švédský, asi 1750
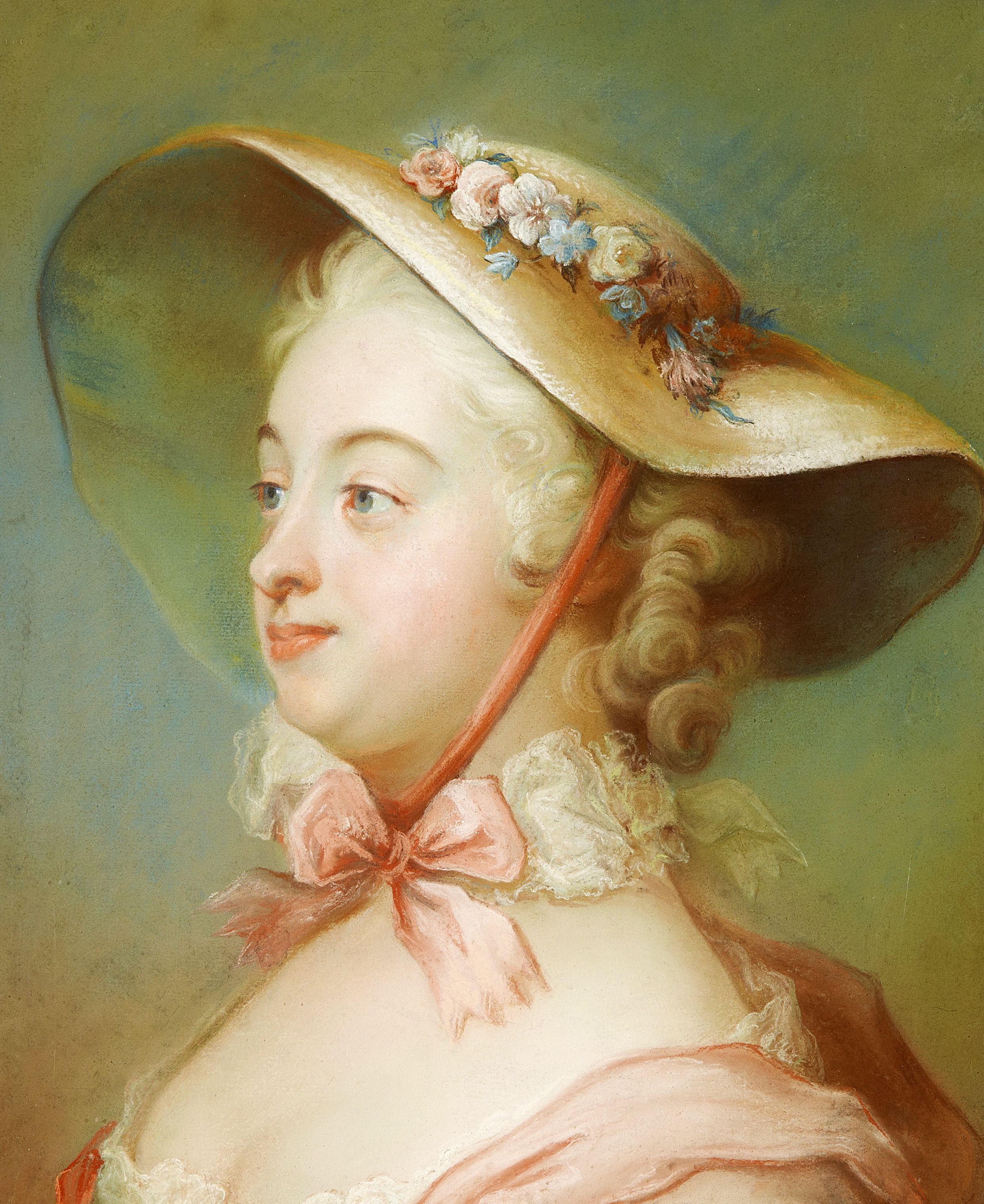
Juliana Dorotea Hencková, 50. léta 18. století
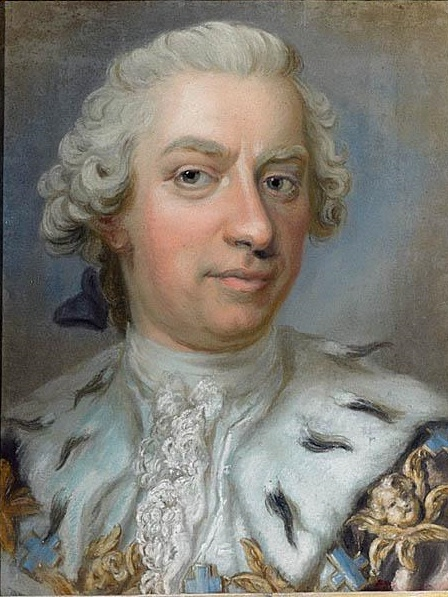
Hrabě Henning Adolf Gyllenborg, 50. léta 18. století
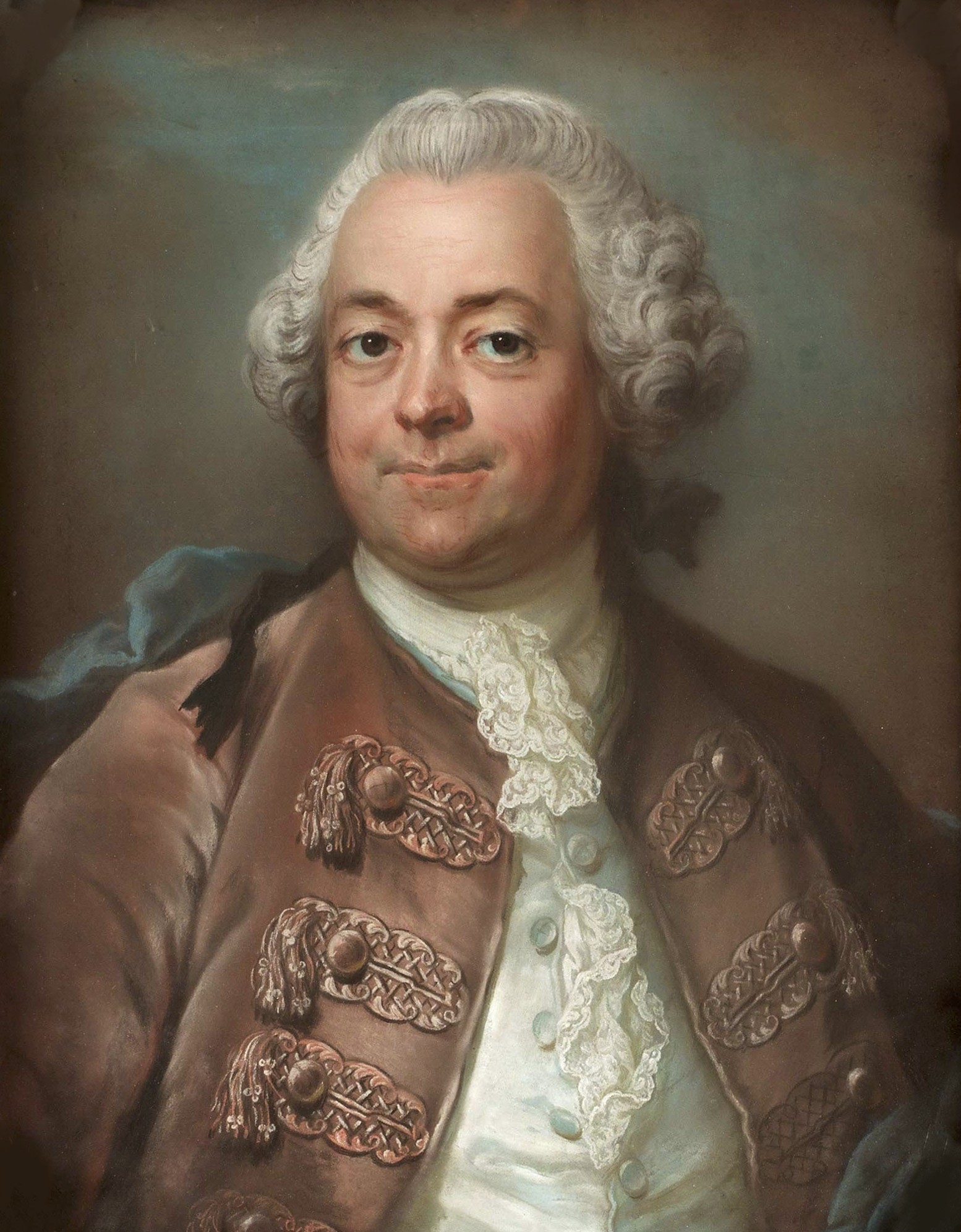
Herman Petersen, okolo roku 1760
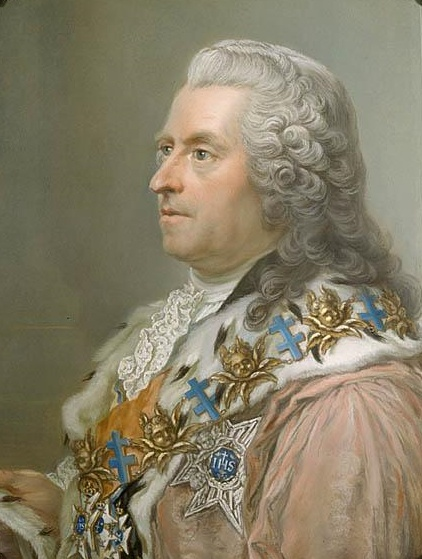
Hrabě Carl Gustaf Tessin,1760
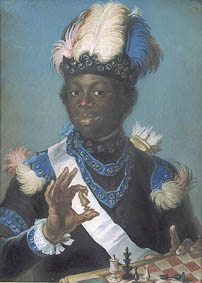
Gustav Badin, 1775
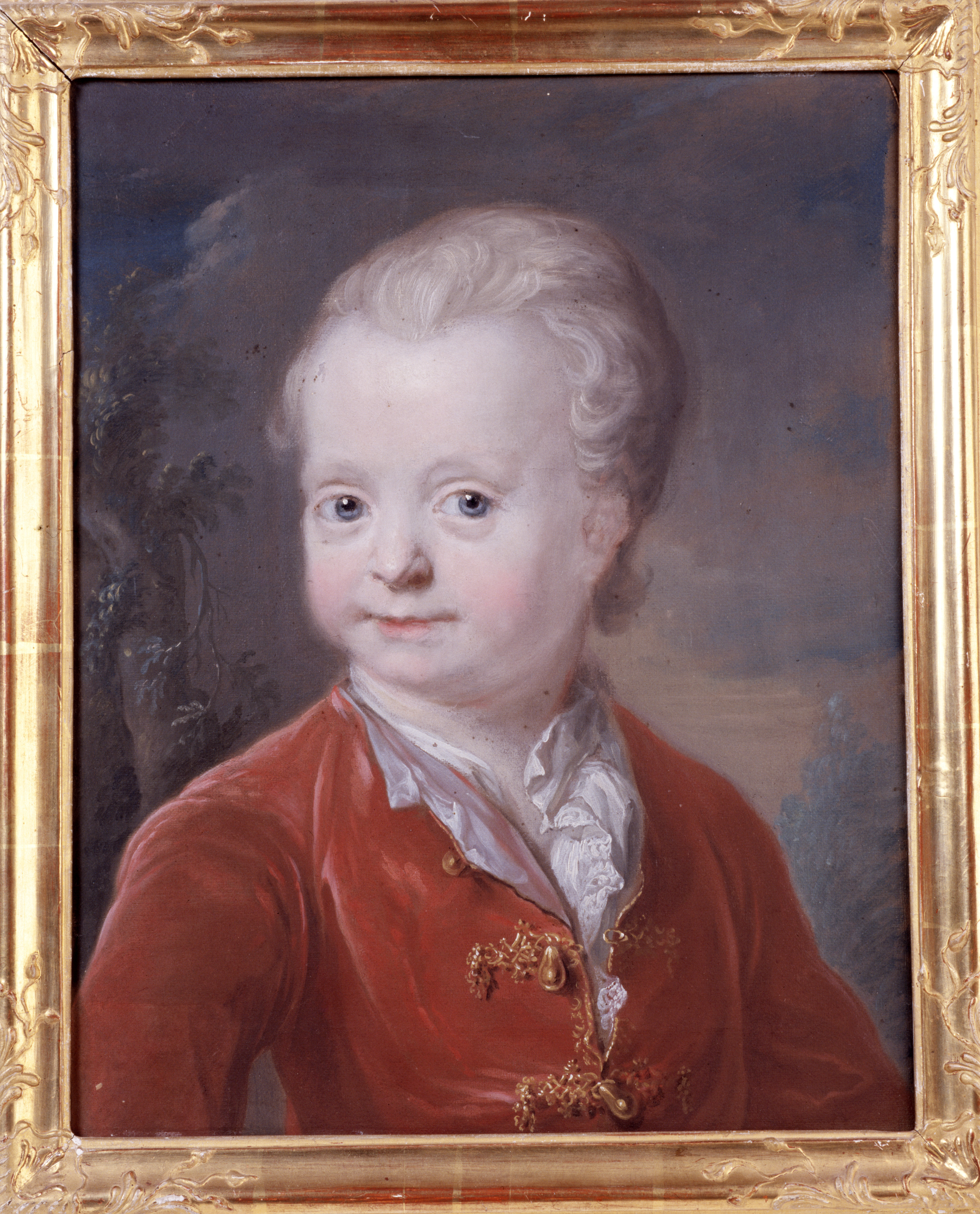
Nils Brahe, 50. léta 18. století
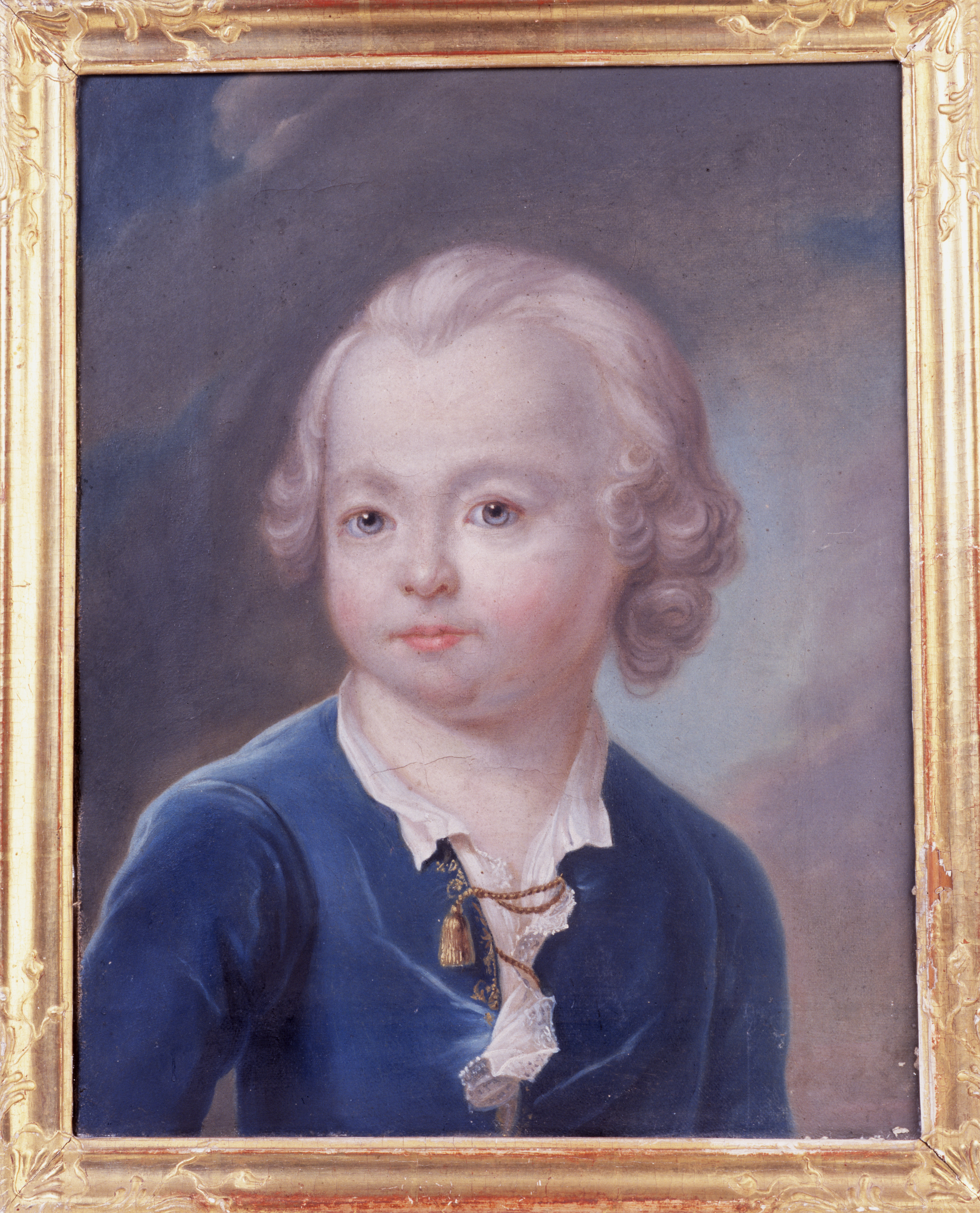
Per Brahe, 1747–1749